# 開普敦市
開普敦市 （英語：City of Cape Town）是南非開普敦以及其周圍地區的地方政府。根據2016年的社區調查數據顯示，開普敦市的人口為4,005,016人。

## 種族組成
截至2011年，開普敦市居住人口的種族占比如下：班圖人為38.6%，有色人為42.4%，印度裔南非人為1.4%，南非白人為15.7%。

## 語言
截至2011年，開普敦市居住人口所使用的語言所佔之比例如下：使用南非語之人口占比為35.7%，使用科薩語者為29.8%，英語為28.4%，其他各種語言為6.1%。